# Segon Apocalipsi de Jaume
El Segon Apocalipsi de Jaume és el quart escrit del còdex V dels Manuscrits de Nag Hammadi, situat a continuació del Primer Apocalipsi de Jaume. És un apòcrif del Nou Testament atribuït a Jaume el Just, i, encara que es titula Apocalipsi, es pot considerar un evangeli gnòstic, un "diàleg de salvació" entre Jesús i un deixeble, en aquest cas Jaume, un dels germans de Jesús.
Es creu que va ser escrit al voltant del segle ii. Si fos així seria més antic que el Primer Apocalipsi, datat al segle iii. Encara que el text sigui gnòstic, té moltes coincidències amb altres textos judeocristians coneguts.
El text presenta diverses diferències amb els textos canònics i no canònics coneguts. Per exemple, el pare de Jaume es diu Teudas, i no Josep, tal com s'anomena al pare biològic de Jaume al Protoevangeli de Jaume, de mitjans del segle ii. L'esposa d'aquest Teudas es diu Maria, però no queda clar al text si aquesta Maria és la mare de Jesús o si aquesta Maria, esposa de Teudas, és la mare biològica de Jaume. El Primer Apocalipsi de Jaume afirma explícitament que Jaume és un dels germans de Jesús.
El text parla d'un petó als llavis entre Jaume i Jesús, de forma semblant a com Jesús va besar a Maria Magdalena tal com s'explica a l'Evangeli de Felip, fet que va donar lloc, entre els primers cristians, a pensar que Maria Magdalena era la parella de Crist.
| « | I Jesús em va besar la boca. Em va agafar dient: "El meu estimat!". Ara et revelaré les coses que el cel i els àngels no saben. Ara t'ho revelaré tot, estimat. Mira, et revelaré el que està amagat. Però ara, estira la mà, ara agafa'm. | » |

El llibre també explica que aquest petó era una metàfora per adquirir el coneixement, la gnosi, i deixa clar clar que no és una relació homosexual. El text acaba amb la descripció de la mort espantosa de Jaume, per lapidació, possiblement reflectint una primera tradició oral dels fets:
| « | "... van decidir llençar-lo des d'una gran alçada i ho van fer ... el van agafar i el van colpejar mentre s'arrossegava pel terra. El van agafar i van col·locar grans pedres damunt de la seva panxa. Li donaven puntades de peu mentre cridaven "Has perdut!". El van aixecar de nou, perquè encara vivia, i el van obligar a cavar un forat. El van ficar a dins fins a la cintura. I havent omplert de terra el forat el van apedregar fins a la mort". | » |